# 格沃古韋克市政廳

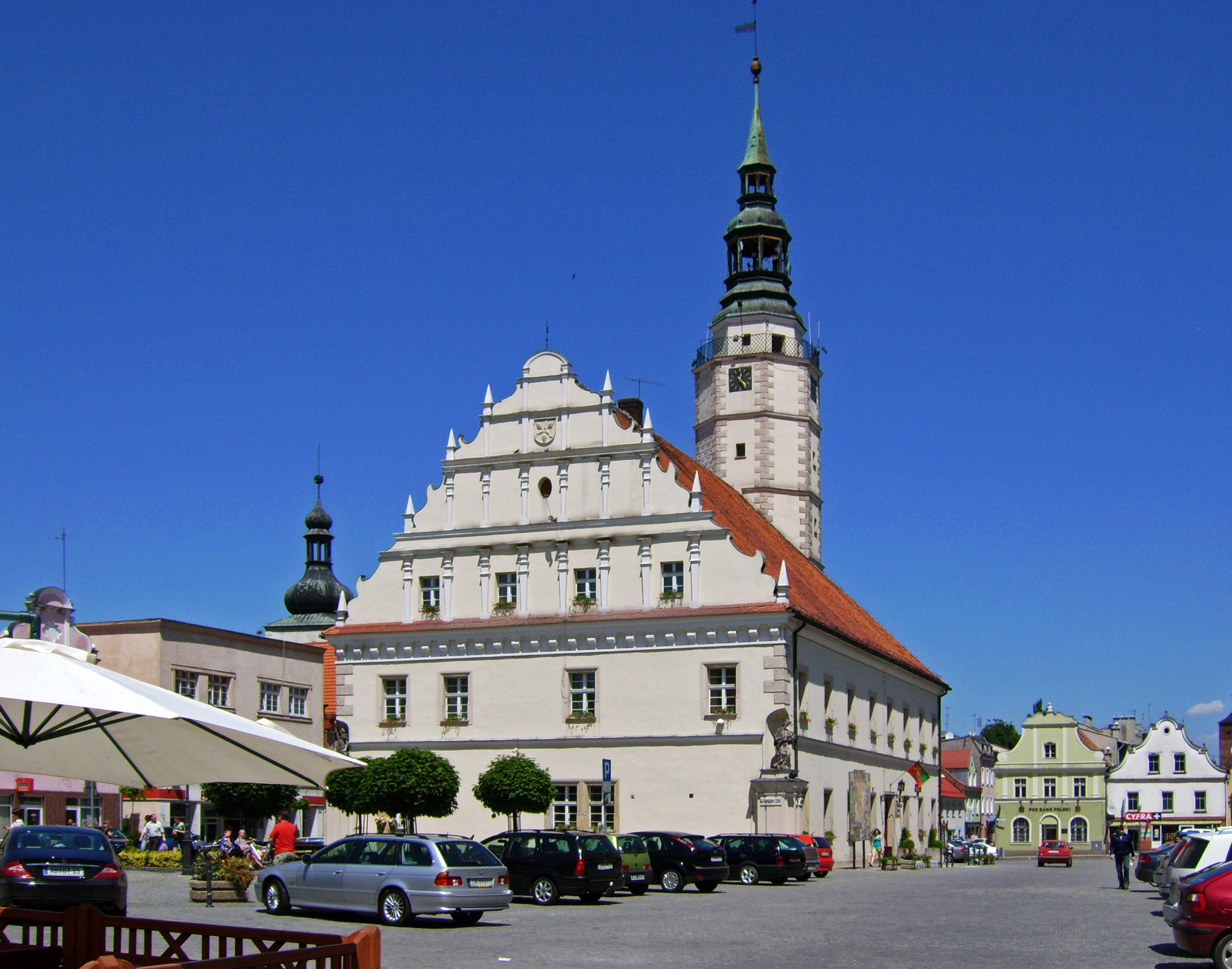
格沃古韋克市政廳

格沃古韋克市政廳（Głogówek Town Hall）是波蘭城市格沃古韋克的市政廳，修建於1608年，外觀為文藝復興式建築。1890年，該建築進行了翻新。1945年，格沃古韋克市政廳部分被毀。此後該建築在1955年和1957年重建。